# Raïka Hazanavicius
Raïka Hazanavicius (* 13. Januar 1999 in Paris) ist eine französische Schauspielerin.

## Leben und Karriere
Hazanavicius wurde am 13. Januar 1999 in Paris geboren. Sie ist die Tochter des Schauspielers Serge Hazanavicius und Nichte des Regisseurs Michel Hazanavicius. Ihre Schauspielausbildung absolvierte sie am Method Acting Center.
Ihr Debüt gab sie 2019 in der Serie Les Bracelets rouges. 2022 spielte Hazanavicius die Hauptrolle der Léa in der Netflix-Serie Léas 7 Leben. Im selben war sie in Final Cut of the Dead zu sehen.  Außerdem trat sie 2024 in der Serie Une amitié dangereuse auf.

## Filmografie
Filme
- 2022: Final Cut of the Dead (Coupez!)
- 2022: Un dernier été
- 2023: En attendant que mes larmes viennent
- 2024: Montsouris
- 2024: Les Bois assassins
- 2025: Die Farben der Zeit (La venue de l’avenir)

Serien
- 2019: Les Bracelets rouges
- 2022: Léas 7 Leben (Les 7 vies de Léa)
- 2022: Des gens bien ordinaires
- 2024: Nudes
- 2024: Une amitié dangereuse